# Amós Ruiz Lecina
Amós Ruiz Lecina (Logronyo, 11 d'abril del 1897 - Mèxic, 28 de febrer del 1954) fou un polític socialista espanyol, diputat a les Corts Espanyoles durant la Segona República Espanyola.

## Biografia
Es llicencià en història a la Universitat de Saragossa i es doctorà a la Universitat de Madrid. Treballà com a catedràtic d'Institut de Secundària de Geografia i Història a Reus, fins que el 1936 es traslladà a un institut de Madrid.
De ben jove militava al PSOE i formà part de l'Agrupació Socialista de Tarragona i de la federació comarcal de la UGT. Fou diputat per la província de Tarragona pel PSOE a les eleccions generals espanyoles de 1931, 1933 i 1936, on votà a favor de l'estatut de Núria i va prendre partit a favor d'ERC en el conflicte per l'aprovació de la Llei de Contractes de Conreu. També fou conseller de l'ajuntament de Tarragona el 1931-1934. Fou tancat quatre mesos al vaixell-presó Manuel Arnús acusat de participar en els fets del sis d'octubre de 1934. Quan es produí la sublevació militar del 18 de juliol de 1936 es trobava a Pollença, on hi col·laborà activament per tal d'evitar el triomf dels sublevats. En acabar la guerra civil espanyola es va exiliar a Mèxic, d'on ja no va tornar.